# Theresius von Seckendorf-Aberdar
Theresius von Seckendorf-Aberdar (* 18. Oktober 1758 in Obernzenn; † 5. August 1825 in Nürnberg) war ein deutscher Biograf, Romanist, Hispanist und Lexikograf.

## Leben und Werk
Reichsfreiherr Theresius Franz Joseph Carl Sigismund Ludwig von Seckendorf (Seckendorff) stammt aus der Linie der Seckendorf-Aberdar. Er war der jüngste Sohn des Christoph Ludwig Reichsfreiherrn von Seckendorff (1709–1781), Rat am kaiserlichen Hof. Sein seltener Vorname Theresius ist aus der Taufpatenschaft der Kaiserin Maria Theresia zu erklären. Er wuchs in Wien, Chur und Stuttgart auf und studierte ab 1776 an der Universität Erlangen, musste aber nach zwei Jahren die Universität wegen Fehlverhaltens verlassen. Er trat in ein vom späteren König Maximilian I. Joseph von Bayern befehligtes französisches Infanterieregiment in Straßburg ein, quittierte jedoch den Dienst wegen eines chronischen Leidens und lebte fortan als Privatgelehrter in Franken, in preußischer Zeit von 1797 bis 1808 im Amt des Kreisdirektors des Bezirks Ansbach.
Seckendorf publizierte anonym eine Biografie des Feldmarschalls Friedrich Heinrich von Seckendorff in vier Bänden, ein spanisch-deutsches Wörterbuch in drei Bänden, sowie ein Benimmbuch nach dem Vorbild des Buches von Philip Stanhope, 4. Earl of Chesterfield.

## Werke
- Versuch einer Lebensbeschreibung des Feldmarschalls Grafen von Seckendorff, meist aus ungedruckten Nachrichten bearbeitet. 4 Bände. [Leipzig] 1792–1794.
- Lebensregeln mit Erfahrungen aus dem Leben belegt für Jünglinge, die in die grössere Welt treten wollen, auch hin und wieder für Erwachsene, die Regeln brauchen oder dulden können. Erlangen 1810, 1816 (30+367 Seiten, in 62 alphabetisch geordneten Kapiteln).
- Diccionario de las lenguas española y alemana. Wörterbuch der deutschen und spanischen Sprache. 3 Bände. Hamburg / Nürnberg 1823–1824–1828, 832+902+936 Seiten (Gewidmet dem späteren König Ludwig I. (Bayern). Für die Vollendung des – kürzeren – deutsch-spanischen Teils zeichnet Christian Martin Winterling; digitale-sammlungen.de)